# Takeoa nishimurai
Genre
Espèce
Synonymes
- Zoropsis nishimurai Yaginuma, 1963
- Zoropsis coreana Paik, 1978
- Takeoa huangshan Tang, Xu & Zhu, 2004

Takeoa nishimurai, unique représentant du genre Takeoa, est une espèce d'araignées aranéomorphes de la famille des Zoropsidae.

## Distribution
Cette espèce se rencontre au Japon, en Corée du Sud, en Chine et en Extrême-Orient russe.

## Description
Le mâle holotype mesure 10,8 mm et la femelle paratype 11,2 mm.

## Systématique et taxinomie
Cette espèce a été décrite sous le protonyme Zoropsis nishimurai par Yaginuma en 1963. Elle est placée dans le genre Takeoa par Lehtinen en 1967.
Zoropsis coreana a été placée en synonymie par Kim en 2021.
Takeoa huangshan a été placée en synonymie par Lin en 2024.
Ce genre a été décrit par Lehtinen en 1967 dans les Zoridae.

## Étymologie
Cette espèce est nommée en l'honneur de T. Nishimura.

## Publications originales
- Yaginuma, 1963 : « A new zoropsid spider from Japan. » Acta Arachnologica, vol. 18, no 1, p. 1-6 (texte intégral).
- Lehtinen, 1967 : « Classification of the cribellate spiders and some allied families, with notes on the evolution of the suborder Araneomorpha. » Annales Zoologici Fennici, vol. 4, p. 199-468.